# Kiskunság
La Kiskunság ("Piccola Cumania" o "Bassa Cumania") è una regione storica dell'Ungheria. 

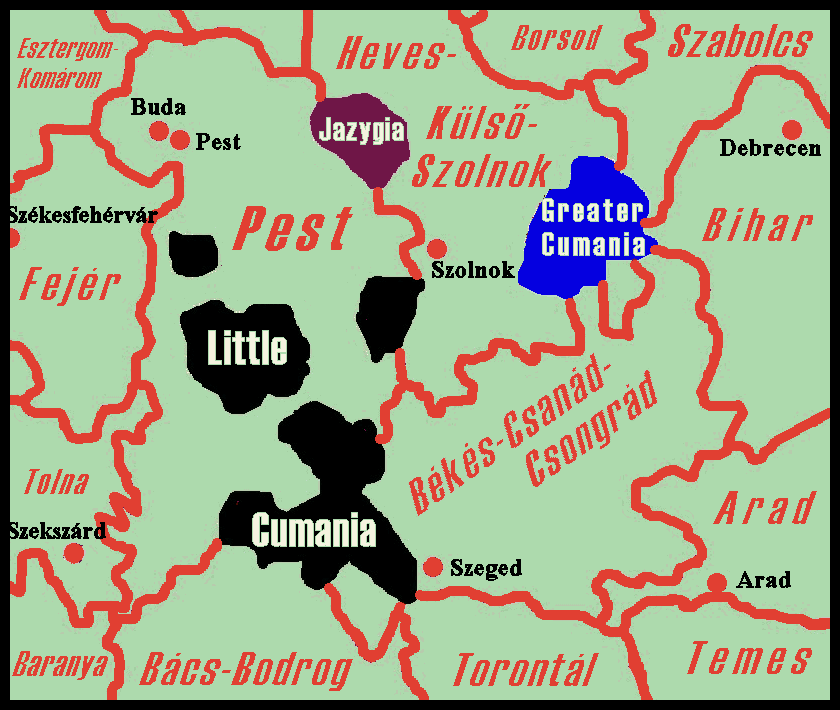
Piccola Cumania nel XVIII secolo all'interno del Regno d'Ungheria

Grande 2.423 km², la Piccola Cumania fa parte della contea di Bács-Kiskun tra Kalocsa e Seghedino. Come molti toponimi europei, l'etimologia di Kiskunság è derivata dal nome del popolo turco dei Cumani, resi famosi anche con il nome di Poloveciani, dalle danze omonime contenute nell'opera Il principe Igor di Borodin.